# Attus tenuis
Attus tenuis är en spindelart som beskrevs av Władysław Taczanowski 1871. Attus tenuis ingår i släktet Attus och familjen hoppspindlar. Inga underarter finns listade.